# 쿠사리
쿠사리(일본어: 鎖 -クサリ-)는 2005년 9월 22일 공개된 AVG 게임이다. 일본의 비주얼 노벨 게임 제작 회사인 리프에서 만들었다.

## 등장 인물
- 코우즈키 쿄스케(일본어: 香月恭介) 성우 - 나카모토 신스케

본 작품의 주인공이며, 학생. 어릴 때에 아버지를 잃고 있다. 여동생 생각이며, 아버지의 장례식에서 슬퍼하고 있던 여동생을 위해서, 아버지의 친구 「엉클·파피」를 연기해 위로한다. 그 후도 여동생의 생일이나 크리스마스에는, 엉클·파피로서 선물을 건네주고 있던 마음 상냥한 오빠이다. 재미 없지만, 돌보기도 좋고, 만일의 경우에 의지가 되므로 히로인들에게는 사랑받고 있다.
- 오리하라 아케노(일본어: 折原明乃) 성우 - 고규 나즈나

주인공의 소꿉친구. 이번 시험 항해의 책임자인 오리하라 시노의 딸. 성장기에 도달해, 어머니와 같이 가슴이 커지고 있는 일에 콤플렉스를 안고 있다. 차분하고 항상 웃는 얼굴을 잊지 않는다. 조금 빠져 있지만, 본인은 그것을 인정하지 않았다. 어떤 때라도 수동적이고, 주위의 다리를 잡아당기는 일도···.
- 아야노베 카렌(일본어: 綾之部可憐) 성우 - 타카나 유카

고귀한 집안인 아야노베 가의 장녀. 주인공은, 고귀한 성씨라고 하면 아야노코우지라면서, 아야노코우지의 가짜라고 농담 반에 바보 취급하고 있다. 야무지기 때문에, 그런 주인공에게는 무엇인가 깔봐서 걸린다. 그런 성격도 있어, 「카렌」이라는 이름이 자기에게 어울리지 않는 걸 마음에 걸려 한다. 덧붙여서 부모가 결정한 약혼자가 있다.
- 아야노베 타마미(일본어: 綾之部珠美) 성우 - 아카즈키 마이

카렌의 여동생이며, 언니와는 대조적으로 여기저기 이리저리 다니는 밝고 활발한 성격. 주인공들보다 1세 연하지만, 연령보다 어리게 보이기 위해, 언니에게까지 로리라고 말해진다. 몸을 움직이는 것을 좋아하기 때문에, 이번 뱃 여행으로 한가하게 선내를 우왕좌왕하고 있다. 또, 눈물이 많은 영화를 아주 좋아해서, 그것을 보기 위해서 선내에 있는 대형 디스플레이를 점거하고 있다. 본능적인 감도 강하고, 범인 키시타 요이치와의 싸움에서는, 여러 가지 진발명으로 주인공을 돕는다.
- 카타기리 메구미(일본어: 片桐恵) 성우 - 호쿠토 유리아

안경을 쓰고 있고, 몸집이 작지만 어른스러운 성격. 격렬한 감정은 밖에 내지 않게 하고 있으므로, 생각하고 있는 것은 읽기 어렵다. 어떤 고민을 안으면서, 주인공들과 함께 키시타 요이치와 싸워 간다. 실은 본 작품의 메인 히로인급 취급이다.
- 코우즈키 치하야(일본어: 香月ちはや) 성우 - 上戸琉

주인공의 친 여동생. 아야노베 타마미 같이, 주인공의 1세 연하. 어릴 때에 아버지를 잃고 있어 모친을 대신해 가사를 혼자서 처리하고 있다. 친 오빠인 주인공과는 대단히 사이가 좋고, 무심코 보살펴 준다. 그런 일도 있어 주위는, 주인공이 여동생이 떨어져 되어 있지 않다고 생각한다. 탈 것에 약하지만, 그런데도 시험 항해에 참가한 것은, 다름 아닌 오빠가 불렀기 때문이다.
- 오리하라 시노(일본어: 折原志乃) 성우 - 시노미야 카오루

주인공의 소꿉친구인 오리하라 아케노의 모친. 이번 시험 항해의 책임자이며, 선장을 포함한 선원들의 신뢰는 두텁다. 몹시 너글너글하고 무관심한 성격. 때때로, 대학을 나왔던 바로 직후와 연령을 사칭하고 있다. 정전으로부터 복귀한 후에, 알몸으로 샹들리에에 묶여 있던 것을 발견된다. 아케노 같이, 긴급 시에는 별로 도움이 되지 않는다.
- 하야마 토모노리(일본어: 早間友則) 성우 - 아오키 마코토

주인공의 친구. 외관은 좋지만, 자의식 과잉으로 생색내는 것 같다. 주인공의 여동생 치하야에 흥미가 있다. 사건이 일어났을 때에는 키시타 요이치의 알리바이를 증명해, 그 때문에 알리바이가 없는 주인공이 의심되는 계기를 만들게 된다
- 키시다 요이치(일본어: 岸田洋一) 성우 - 아키레스 켄

표류하고 있던 것을 도울 수 있었던 남자. 주인공들에게 해양 연구자를 자칭한다. 이 남자를 돕고 나서, 「바질리스크」의 기관에 불편이 일어나기 시작한다. 이 남자가 이번 사건의 범인, 즉 적이다. 장신으로 완강한 몸매이며, 무기 취급에도 익숙해 져 있다. 또 교섭 방법에도 뛰어나고 있어 주인공을 꾀어내거나 주인공들의 누군가를 아군으로 끌어들이려고 하는 등, 직접적 간접적으로도 무서운 적이다. 또, 비록 어디선가 가두었다고 해도 일절 안심할 수 없는 무서움도 가지고 있다.